# Scotinotylus regalis
Scotinotylus regalis là một loài nhện trong họ Linyphiidae. Loài này được tìm thấy ở Hoa Kỳ.